# Cemiterada
Cemiterada foi uma revolta ocorrida na cidade de Salvador, Bahia, em 25 de outubro de 1836, após a proibição de sepultamento dentro dos templos religiosos católicos e a entrega desse tipo de serviço a uma companhia privada como forma de monopólio.
A manifestação aconteceu na Praça do Palácio e reuniu membros de irmandades religiosas. Na ocasião, o palácio (onde hoje se encontra o atual Palácio Rio Branco) foi invadido e o Cemitério do Campo Santo foi vandalizado pelos manifestantes (inclusive tendo todo o muro da frente e parte da capela destruídos). A sede da empresa funerária responsável pelos novos sepultamentos foi apedrejada. Estima-se que cerca de três mil pessoas participaram da manifestação.
A proibição era prevista pela Lei do Cemitério, aprovada em 1835 pela assembleia legislativa da província, que ordenava a construção de cemitérios e o translado dos corpos sepultados nos interiores das igrejas e conventos. Com a criação de novos espaços para sepultamentos, o monopólio de tal serviço seria transferido da Igreja Católica para companhias privadas. A  revolta se deu tanto por motivos religiosos quanto econômicos, já que a nova medida interferia no costume vigente, no controle do pós-vida pela instituição religiosa citada e na perda do monopólio dos sepultamentos.
Apesar disso, os cemitérios foram aos poucos sendo aceitos pela população, em especial após uma crise de cólera que acometeu a capital baiana em 1855. O Cemitério do Campo Santo foi adquirido pela Santa Casa de Misericórdia do município em 1840.
Revoltas semelhantes ocorreram em outros centros urbanos brasileiros, como Rio de Janeiro e São Paulo.